# La Mort du picador
La Mort du picador (en espagnol : La Muerte del picador ou La Cogida del picador) est une huile sur fer-blanc de Francisco de Goya peinte en 1793 peu après une grave maladie qui causa la surdité du peintre.
La toile a été incluse dans une série envoyée à l’académie des beaux arts de San Fernando avec d'autres peintures de petit format. La plupart d'entre elles traitent du thème de la tauromachie sur différents modes.
De cette série, la mort du picador est l'un des tableaux les plus violents. Il montre un taureau qui a encorné un picador et dont la pointe de la corne traverse la fesse. Tout en se protégeant, le reste de la cuadrilla tente de dégager l'animal qui écrase le cheval éventré.

## Analyse
L'impression qui se dégage de la toile est de vivre un drame dans un mélange de geste désordonnés alors qu'en fond, le public anonyme et impassible observe la scène à l'ombre, comme dans une autre toile de cette série : le cirque.
Le peintre compose la toile avec une grande intensité chromatique qui contraste avec l'état de convalescence dans lequel il était lorsqu'il l'a réalisée.
Cette peinture fut l'une des sources d'inspiration de Pablo Picasso qui en élabora de nombreuses variations. Le grand nombre des courbes et la variété de la composition a un lien fort avec l'esthétique avant-gardiste de Picasso. L'œuvre de Goya servi de point de départ à plusieurs peintres.